# Bothriochloa campii
Bothriochloa campii là một loài cỏ thuộc họ Poaceae.
Loài này chỉ có ở Ecuador.